# Zonosaurus maximus
Zonosaurus maximus — вид ящірок родини геррозаврових (Gerrhosauridae). Ендемік Мадагаскару.

## Поширення і екологія
Zonosaurus maximus мешкають в прибережних районах на південному сході острова Мадагаскар, в регіонах Анузі, Аціму-Андрефана і Ватоваві-Фітовінані. Вони живуть у вологих рівнинних тропічних лісах, на берегах річок і струмків. Зустрічаються на висоті до 600 м над рівнем моря.

## Збереження
МСОП класифікує цей вид як вразливий. Zonosaurus maximus загрожує знищення природного середовища.